# Mexico Beach
Mexico Beach és una població dels Estats Units a l'estat de Florida. Segons el cens del 2000 tenia 1.017 habitants.

## Demografia
Segons el cens del 2000, Mexico Beach tenia 1.017 habitants, 526 habitatges, i 319 famílies. La densitat de població era de 299,7 habitants/km².
Dels 526 habitatges en un 11,8% hi vivien nens de menys de 18 anys, en un 53,4% hi vivien parelles casades, en un 5,3% dones solteres, i en un 39,2% no eren unitats familiars. En el 33,8% dels habitatges hi vivien persones soles el 15,2% de les quals corresponia a persones de 65 anys o més que vivien soles. El nombre mitjà de persones vivint en cada habitatge era d'1,93 i el nombre mitjà de persones que vivien en cada família era de 2,42.
Per edats la població es repartia de la següent manera: un 11,1% tenia menys de 18 anys, un 3,9% entre 18 i 24, un 19,8% entre 25 i 44, un 34,8% de 45 a 60 i un 30,4% 65 anys o més.
L'edat mediana era de 54 anys. Per cada 100 dones de 18 o més anys hi havia 95,7 homes.
La renda mediana per habitatge era de 31.950 $ i la renda mediana per família de 40.163 $. Els homes tenien una renda mediana de 30.278 $ mentre que les dones 23.125 $. La renda per capita de la població era de 22.871 $. Entorn del 8,1% de les famílies i l'11,5% de la població estaven per davall del llindar de pobresa.

## Poblacions més properes
El següent diagrama mostra les poblacions més properes.